# Gerichte der amerikanischen Militärregierung in Deutschland
Die Gerichte der amerikanischen Militärregierung in Deutschland waren von 1948 bis 1955 (in Berlin bis 1989) amerikanische Gerichte auf deutschem Boden.
Mit dem Besatzungsstatut erhielt die Bundesrepublik Deutschland einen Teil ihrer Souveränität zurück. Dies galt auch für die Rechtsprechung. Damit endete die Möglichkeit, aufgrund des Besatzungsrechtes Strafverfahren durch amerikanische Militärgerichte zu betreiben. Mit Verordnung Nr. 31 der amerikanischen Militärregierung wurden 1948 die Gerichte der amerikanischen Militärregierung in Deutschland eingerichtet.
Die amerikanische Besatzungszone wurde hierzu in elf Gerichtsbezirke eingeteilt und in jedem dieser Gerichtsbezirke ein Bezirksgericht errichtet. Die Sitze dieser Bezirksgerichte waren: Bremen, Berlin, Marburg, Frankfurt am Main, Heidelberg, Stuttgart, Augsburg, München, Regensburg, Ansbach und Würzburg. In Nürnberg wurde ein Berufungsgericht eingerichtet.
Die Gerichte waren für alle Zivilrechtsfragen zuständig, in denen amerikanische Militärangehörige Partei waren. In Strafrechtsfragen konnten sie alle Fälle an sich ziehen und dabei Strafen bis zur Todesstrafe aussprechen. Das Gericht wirkte auch als Rheinschifffahrtsgericht.
Die Bezirksgerichte waren mit einem Bezirksrichter und mehreren Polizeirichtern besetzt. Sie entschieden in kleineren Fällen als Einzelrichter und ansonsten in Spruchkörpern aus drei Richtern. Das Berufungsgericht bestand aus einem Vorsitzenden und acht Richtern.
Aufgrund von Gesetz Nr. 20 wurden 1951 die elf Bezirksgerichte durch ein einziges Amerikanisches Gericht mit sieben Bezirken (Bremen, Berlin, Frankfurt, Stuttgart, München, Regensburg, Nürnberg) ersetzt und das Berufungsgericht nach Frankfurt verlegt.
Mit den Pariser Verträgen endeten 1955 die Vorschriften des Besatzungsstatuts, und die Gerichte der amerikanischen Militärregierung in Deutschland beendeten ihre Tätigkeit. 
Nur in Berlin bestanden die alliierten Vorrechte aufgrund des Vier-Mächte-Status der Stadt weiter. Mit Gesetz Nr. 46 des Hohen Kommissars der Vereinigten Staaten für Deutschland vom 28. April 1955 wurde der United States Court for Berlin eingerichtet. Allerdings wurde das Gericht nur selten tätig. Der erste und bekannteste Kriminalfall, den das Gericht an sich zog, war die Flugzeugentführung von Danzig 1978 (Verfilmung: Ein Richter für Berlin von 1988).